# Brachystomella arida
Brachystomella arida är en urinsektsart som beskrevs av Christiansen och Bellinger 1980. Brachystomella arida ingår i släktet Brachystomella och familjen Brachystomellidae. Inga underarter finns listade.